# 波尔哈根
波尔哈根是德国下萨克森州的一个市镇。总面积12.87平方公里，总人口1154人，其中男性584人，女性570人（2011年12月31日），人口密度90人/平方公里。